# Морфінанові алкалоїди
Морфінанові алкалоїди — належать до групи морфінанових алкалоїдів, які є підгрупою бензилізохінолінових алкалоїдів, які є підкласом класу ізохінолінових алкалоїдів.

## Основні види алкалоїдів
Група морфінанових алкалоїдів налічує близько 50 представників.
Їх поділяють на 5 типів:
- тип морфіну
- тип синоменіну(інші мови)[4]
- тип хасубаноніну(інші мови)[5]
- тип акутуміну(інші мови)[6]
- тип андроцимбіну(інші мови)[7]

Найвідоміші алкалоїди цієї групи:
- морфін
- кодеїн
- тебаїн
- глауцин

## Хімічні властивості
У всіх типах морфінанових алкалоїдів є ароматичне кільце А і частково гідроване кільце D.

## Поширення у природі
Мофінанові алкалоїди зустрічаються в природі у вигляді основ і N-оксидів.
Вони утворюються в рослинах з тирозину і в основному зустрічаються в наступних родах: мак, стефанія, Sinomenium, місяцесім'янник (Menispermum), рідше в родах коккулус (Cocculus), кротон (Croton), триклізія (Triclisia), окотея (Ocotea) Gnetum parvifolium Nelumbo nucifera (Plumula Nelumbinis) та ін. Зі східного маку було виділено орипавін (фенольний алкалоїд).
Гомоморфінани знайдені в рослинах сімейства лілієві (Liliaceae).

## Хімічний синтез
Синтезовано велику кількість алкалоїдів зі схожою з морфіном структурою.

## Біологічна дія
Усі алкалоїди морфіну мають потужні фармакологічні властивості: деякі з них мають сильну знеболювальну та седативну дію (наприклад, морфін), інші — протикашльову (наприклад, кодеїн), треті — протимікробну (наприклад, сангвінарин), четверті — судинорозширювальну (наприклад, папаверин) тощо.

## Протиотрута
Антагоністи морфіну (наприклад, налорфін або налоксон) конкурують з опіоїдами за зв'язок з опіоїдними рецепторами, блокуючи дію морфіну шляхом зв'язування з цими рецепторами і практично не мають наркотичного ефекту. Налоксон застосовується у випадках гострого отруєння наркотичними речовинами, тоді як налтрексон використовується для лікування наркозалежності.

## Дивіться також
- морфін — найбільш вивчений природний алкалоїд опійного маку
- опіати — натуральні алкалоїди опію
- опіоїди — агоністи опіоїдних рецепторів